# Mikałaj Wajciankou
Mikałaj Ryhorawicz Wajciankou (biał. Мікалай Рыгоравіч Вайцянкоў, ros. Николай Григорьевич Войтенков, Nikołaj Grigorjewicz Wojtienkow; ur. 13 sierpnia 1947 w rejonie rohaczowskim, zm. 22 kwietnia 2013) – białoruski polityk, działacz komunistyczny, samorządowiec i kołchoźnik; w latach 1995–1997 ambasador Białorusi w Czechach i jednocześnie na Słowacji; w latach 1990–1995 deputowany do Rady Najwyższej Białoruskiej SRR/Rady Najwyższej Republiki Białorusi XII kadencji; w latach 1997–2000 członek Rady Republiki Zgromadzenia Narodowego Republiki Białorusi I kadencji; w latach 1989–1995 i od 1997 przewodniczący Homelskiego Obwodowego Komitetu Wykonawczego.

## Życiorys
Urodził się 13 sierpnia 1947 roku w rejonie rohaczowskim obwodu homelskiego Białoruskiej SRR, ZSRR. Ukończył Białoruski Instytut Mechanizacji Gospodarstwa Wiejskiego i Akademię Nauk Społecznych przy KC KPZR. Pracował jako mistrz w zakładzie naprawy samochodów w obwodzie irkuckim Rosyjskiej FSRR, kierownik warsztatów remontowych, główny inżynier, wiceprzewodniczący, przewodniczący kołchozu im. Lenina w rejonie rohaczowskim.
Pełnił funkcję przewodniczącego Rohaczowskiego Rejonowego Komitetu Wykonawczego, I sekretarza Rohaczowskiego Komitetu Miejskiego Komunistycznej Partii Białorusi (KPB), sekretarza Homelskiego Komitetu Rejonowego KPB, kierownika Wydziału Rolnictwa KC KPB. W latach 1989–1995 był przewodniczącym Homelskiego Obwodowego Komitetu Wykonawczego i Homelskiej Obwodowej Rady Deputowanych. W latach 1990–1995 był deputowanym do Rady Najwyższej Białoruskiej SRR/Rady Najwyższej Republiki Białorusi XII kadencji. W latach 1995–1997 był Nadzwyczajnym i Pełnomocnym Ambasadorem Republiki Białorusi w Czechach i jednocześnie na Słowacji. 17 stycznia 1997 roku został zwolniony ze stanowisk ambasadorów przez prezydenta Alaksandra Łukaszenkę i ponownie mianowany przewodniczącym Homelskiego Obwodowego Komitetu Wykonawczego. 27 lutego 1997 roku został mianowany przez prezydenta członkiem Rady Republiki Zgromadzenia Narodowego Republiki Białorusi I kadencji. Pełnił w niej funkcję członka Komisji ds. Polityki Regionalnej. Jego kadencja w Radzie Republiki zakończyła się 19 grudnia 2000 roku. Zmarł 22 kwietnia 2013 roku. Pochowany został na Cmentarzu Południowym-2 pod Homlem.

## Ordery i odznaczenia
- Order Honoru (2001)[5];
- Order „Za zasługi” (Ukraina) (2001)[6];
- Medal „Za Zasługi w Ochronie Granicy Państwowej” (1998)[7].